# Hans Christian Andersen
Hans Christian Andersen, danski pisatelj in pesnik, * 2. april 1805, Odense, † 4. avgust 1875, København.
Kot pravljičar je bil izjemen predvsem zaradi pripovednega sloga in vsebine, saj je brez težav izkoriščal ljudske fraze in udomačeno izrazje za nastanek izrazito drugačnih pripovedi, ki so odstopale od tradicije pripovedništva in literarnih običajev. Pravljice so znale biti izrazito žalostne in celo strašne ter so se lahko tudi žalostno končale. Mnogim se je zdelo njegovo pisanje pomembno, saj je tudi ob najbolj intimno presunljivih dogodkih pripovedi bil hkrati za odraslega bralca resno kratko čtivo, a tudi zanimiv in presenetljiv za otroka. Kot pisec je izbiral tako teme in pojme, ki so bile blizu mnogim tedanjim kulturam, kar ga je napravilo mednarodno zanimivega.
Kot pomembna skupna tema pravljic in pripovedk so osebe, ki so na robu družbe zaradi svoje nenavadnosti, neznatnosti ali nemočnosti. Elementi njegovega življenja so v nekaterih zgodbah izrazito izstopajoči kot vir žalosti in razočaranj, pa tudi sreče in modrosti. Kot odraščajoč mladostnik, študent pa tudi pisec je doživel mnogo bivanjskih in ljubezenskih razočaranj pa tudi utrpel mnogo razočaranj nad prijatelji, znanci in literarnimi kritiki, katerim se je močno zaupal.

## Življenje
Rodil se je 2. aprila 1805 (njegov rojstni dan je mednarodni dan mladinske knjige) v mestu Odense  na Danskem. Njegov oče je bil norčav čevljar s sorodstvom med plemenitimi ljudmi, a je umrl, ko je bilo pisatelju 11 let. Andersenova mati je želela, da se izuči za krojača, on pa je sanjal o drugih stvareh. Že v otroških letih se je prepuščal sanjarjenju, želel je postati pesnik in igralec. Tekom življenja je napisal nekaj romanov in gledaliških iger, ki pa so potonile v pozabo, slave je bil deležen predvsem zaradi pravljic. Da bi bil lahko dober igralec in pisec, se je še enkrat a klasično izučil ko je bil najstnik in bi moral šolo že končati. Bil je tako starejši kot ostali, tudi sicer visokorasel in prenapetega nerodnega obnašanja, zato so se mu posmehovali sošolci. Že zelo zgodaj ob prihodu v København se močno in z veliko ambicijo rine v svet gledališča, umetnosti in plesa, z željo biti igralec. Pri prebijanju skozi družbene razrede mu opazno pomaga ravnatelj Kraljevega gledališča v Kobenhavnu, ki mu financira tudi šolanje in omogoči stik s tedanjimi kulturniki in igralci. Ambicija igralstva se spremeni, saj mu glas mutira, tudi ni posebej postaven, tako postane pisec, pesnik, pripovedovalec, celo dramatik. Obupan in z malo denarja, a veliko usmiljenja plemenitašev in gledaliških funkcionarjev opravi tako šolanje kot prve korake v književnost, dramatiko in poezijo. Klasično izobrazbo dobi z velikim zamikom, večinoma preko učiteljev in inštruktorjev, a veliko vlaga v izobraževanje. Objavljen je z velikimi projekti, marsikateri so tedaj tudi cenjeni, a zelo slabo se sooča s kritikami. Počasi spoznava umetniški svet igralcev, pevcev in plesalcev, kateremu nikoli povsem ne pripada kot književnik. Zelo pa je cenjen kot pripovedovalec kratkih pravljičnih fantastičnih zgodb, kjer za razliko od bratom Grimm in drugih zbiralcev ljudskega izročila ponudi tudi povsem originalne zgodbe. 
Četudi je šolanje po ne njegovih spominih bilo neugodno doživetje, mu je omogočilo, da je bil kasneje, leta 1828, sprejet na Univerzo v Københavnu. Ob študiju producira tudi njegovo prvo pomembnejše literarno delo, ki se naslanja na nemško romantiko in pisca E.H.A. Hoffmanna. Po temu spodbudnemu odzivu se loti pisanja dramskih del, kjer pa se nikoli vidno ne izkaže. Večina kasnejših romanov se opira na njegovo življenje. 
- Mali svinčeni vojak
- Cesarjeva nova oblačila (Robinson)
- Grdi raček
- Palčica
- Kraljična na zrnu graha
- Hans Christian Andersen ima kip zaradi potovanj po Bratislavi
- Kip z rojstnega kraja pristanišča Odense

Andersenove prve pravljice Eventyr, fortalte for børn (1835; “Pripovedke za otroke”) so vsebovale sedaj znano Princesko na zrnu graha. Tako je objavil tudi drugi in tretji knjigo s takšnim naslovom 1842, nato pa je izdajal nove izdaje pa tudi izdaje s starimi in novimi pravljicami. Izšle so tako Billedbog uden billeder (1840; Slikanica brez slikic). Nove zbirke so nastale v letih 1843, 1847 in 1852. 
Kot pravljičar je bil izjemen predvsem zaradi pripovednega sloga in vsebine, saj je brez težav izkoriščal ljudske fraze in udomačeno izrazje za nastanek izrazito drugačnih pripovedi, ki so odstopale od tradicije pripovedništva in literarnih običajev. Pravljice so znale biti izrazito žalostne in celo strašne ter so se lahko tudi žalostno končale. Mnogim se je zdelo njegovo pisanje pomembno, saj je tudi ob najbolj intimno presunljivih dogodkih pripovedi bil hkrati za odraslega bralca resno kratko čtivo, a tudi zanimiv in presenetljiv za otroka. Kot pisec je izbiral tako teme in pojme, ki so bile blizu mnogim tedanjim kulturam, kar ga je napravilo mednarodno zanimivega.
Kot pomembna skupna tema pravljic in pripovedk so osebe, ki so na robu družbe zaradi svoje nenavadnosti, neznatnosti ali nemočnosti. Elementi njegovega življenja so v nekaterih zgodbah izrazito izstopajoči kot vir žalosti in razočaranj, pa tudi sreče in modrosti. Kot odraščajoč mladostnik, študent pa tudi pisec je doživel mnogo bivanjskih in ljubezenskih razočaranj pa tudi utrpel mnogo razočaranj nad prijatelji, znanci in literarnimi kritiki, katerim se je zaupal.
Svetovno slavo so mu prinesle pravljice, ki so bile prevedene v več kot 125ih jezikih. Njegove zabavne in pogosto tudi otožne pravljice so prvič objavili leta 1835, kjer niso bile sprejete povsem naklonjeno. Izdajale je še mnogo pravljic in sčasoma so bile v tujini vedno bolj sprejete. Kot osebnost ni bil docela pošten in skromen, njegova umetniška vzvišenost ni bila toplo sprejeta na Danskem. Četudi je razmeroma veliko potoval, je le o svojih potovanjih pisal le malo, a je ohranjenih nekaj potopisov. Politično je postal podpornik Skandinavstva, gibanja za stapljanje kultur Danske, Norveške in Švedske, ki so v marsičem imele različne družbene ureditve in znatne razlike tudi v jeziku. Umrl je 4. avgusta 1875, star sedemdeset let zaradi starostne poškodbe ob padcu. Ob smrti je bil že precej slaven tako v tujini kot doma in mu je že bila podeljena majhna penzija, ki jo dobijo posebej zaslužni kulturni delavci. Je eden najbolj znanih pisateljev in pravljičarjev na svetu. 
Njegovo življenje in dela so bila večkrat upodobljena in odigrana. Socialna občutljivost, skrbnost in upodabljanje idej, ki so bile pretanjene in spoštljive tako do staršev kot otrok, a ne povsem ljudske in zato pogosto manj temne od tedajšnjih pripovedk. Zbrane pravljice so vedno bolj postajale izročilo narodov, on pa je podobno kot La Fontaine s basnimi postal avtorski pripovedovalec. 

## Dela

### Pravljice
- Ajda,
- Bedak Jurček,
- Bezgova mamka,
- Cesarjeva nova oblačila,
- Cesarjev slavček,
- Glava,
- Deklica z vžigalicami,
- Divji labodi,
- Globina zvona,
- Grdi raček,
- Hranilnik,
- Juha iz špile,
- Kaj je doživel osat
- Kraljična na zrnu graha,
- Lan,
- Leteči kovček,
- Mala morska deklica,
- Marjetica,
- Na račjem dvoru,
- Ole Luk-Oie,
- Palčica,
- Pastirica in dimnikar..,
- Pero in črnilnik,
- Poslednje sanje starega hrasta,
- Ptica ljudske pesmi,
- Rdeči čeveljci,
- Rožni škrat,
- Popotnik,
- Senca,
- Snežna kraljica,
- Srečine galoše,
- Srečna družina,
- Stanovitni kositrni vojak,
- Stara cestna svetilka,
- Svinjski pastir,
- Škrat in trgovec,
- Veter pripoveduje o Valdemarju Daaju in njegovih hčerah,
- Vžigalnik,
- Zaročenca,
- Zlatolaska in trije medvedi.

### Drame
- Slavček,
- Daleč od dvorca,
- Kakor napravi stari, je zmerom prav.

### Življenjepis
- Pravljica mojega življenja